# Aumerval
Aumerval är en kommun i departementet Pas-de-Calais i regionen Hauts-de-France i norra Frankrike. Kommunen ligger i kantonen Heuchin som tillhör arrondissementet Arras. År 2022 hade Aumerval 194 invånare.

## Befolkningsutveckling
Antalet invånare i kommunen Aumerval
| Referens: INSEE |